# 南方医科大学南方医院
南方医科大学南方医院（南方医科大学第一附属医院、南方医科大学第一临床医学院），一般简称南方医院，位于广东省广州市，是南方医科大学的综合性教学医院，为综合性三级甲等医院。

## 沿革
- 1941年8月[3]，在江苏省阜宁县许庄，成立新四军三师后方医院[4][5]。
- 1945年，建立西满军区后方医院[6]。
- 1951年，更名中国人民解放军东北军区军医学校附属医院[7]。
- 1953年，更名中国人民解放军第十一军医中学附属医院。
- 1954年，更名中国人民解放军第十一军医学校附属医院。
- 1958年，更名齐齐哈尔医学院附属医院[6]。
- 1962年，更名中国人民解放军齐齐哈尔医学院附属医院[6]。
- 1966年，更名中国人民解放军军医学院附属医院[6][7]。
- 1970年，迁至广州[6]。
- 1975年，更名中国人民解放军第一军医大学附属医院，对外称南方医院，驻广州麒麟岗[6][7]。后由叶选平题写“南方医院”院名。
- 后被评定为三级甲等医院。
- 2004年8月，根据国务院、中央军委命令，医院随第一军医大学整体移交广东省，更名南方医科大学第一临床医学院（南方医院）。

## 院区

### 直属院区
- 院本部：位于白云区京溪街道广州大道北1838号。
- 增城院区（广州市增城区中心医院）：位于增城区宁西街道创新大道28号。

### 托管医院
- 赣州市人民医院（南方医院赣州医院）：
  - 南院区：江西省赣州市章贡区梅关大道16号。
  - 北院区：江西省赣州市章贡区红旗大道17号。

### 曾托管的医院
- 白云分院（广州市白云区人民医院）：
  - 黄石院区：白云区黄石街道元下底路23号。
  - 沙河院区：天河区沙河街道广州大道中1305号（已在2025年3月26日关闭并更名为“南方医科大学口腔医院（广东省口腔医院）沙河院区”[8][9]）。
- 太和分院（广州市白云区太和人民医院）：位于白云区太和镇太和中路53、57、59号[10]。

## 历任领导
| 院长 …… - 郑木明（1995年8月—1999年10月，第一军医大学附属医院院长） - 杨希山（？—？，第一军医大学附属医院院长） - 宋于刚（？—？，第一军医大学附属医院院长） - 耿仁文（？—2005年7月，第一军医大学附属医院院长；2005年7月—？，南方医院院长） - 李文源（？—） | 党委书记 …… - 吴永林（？—？，第一军医大学附属医院政治委员） - 罗尧禄（？—？，第一军医大学附属医院政治委员） …… - 张有法（？—2004年，第一军医大学附属医院政治委员） - 林加兴（2005年—2017年7月） - 朱宏（2017年7月—2021年8月） |

## 公共交通
- 广州地铁3号线京溪南方醫院站